# مونيكا غوتيريز
مونيكا غوتيريز (بالإسبانية: Mónica Gutiérrez)‏ هي صحفية أرجنتينية، ولدت في 8 مارس 1955 في روساريو في الأرجنتين.